# Confédération Européenne de Pétanque
Die Confédération Européenne de Pétanque (CEP) ist ein Zusammenschluss der nationalen europäische Pétanque-Verbände, die ordnungsgemäß Mitglieder in der Fédération Française de Pétanque et Jeu Provençal (FIPJP) des Confédération Mondiale des Sports de Boules (CMSB) sind.

## Zweck, Sitz
Der Sitz befindet sich am Wohnsitz des Präsidenten der CEP. Seit 2014 ist der Engländer Mike Pegg Präsident. Vize-Präsidenten sind Joseph Cantarelli und Barnabas Novak.
Ein Ziel der CEP ist es, den Pétanque-Sport sowohl in den Mitgliedsstaaten als auch in den anderen europäischen Staaten bekannt zu machen.

## Wettbewerbe

### Auswahlmannschaften
Pétanque-Europameisterschaften für
- Herren
- Frauen
- Espoirs
- Jugend
- Veteranen (55+)

### Vereinsmannschaften
- Europacup.